# José Barnabé de Mesquita
José Barnabé de Mesquita (Diamantino, 1855 — Cuiabá, 1892) foi um político, advogado, escritor e jornalista brasileiro.
Ativo militante político, participou diretamente da fundação do Partido Republicano mato-grossense, em 12 de agosto de 1888.
Foi também destacado abolicionista. Faleceu subitamente aos 37 anos.
Por seus méritos nas letras com também na vida pública, construídos ao longo de sua breve porém intensa vida, foi homenageado com o patronato da cadeira nº 27 da Academia Mato-grossense de Letras.

## Referencia bibliográfica
- Mesquita, José de: Um homem e uma época (Esboço biográfico de José Barnabé de Mesquita “Sênior”) - (1855-1892), Cuiabá, Revista do Instituto Histórico de Mato Grosso, Ano VII — Tomo XIII, 1925.